# Laguna Garzónbrug
De Laguna Garzónbrug (Spaans: Puente de Laguna Garzón) is een brug op de Route 10 in het zuiden van het Uruguayaanse departement Maldonado, aan de grens met het aangrenzende departement Rocha. De brug overspant de Garzónlagune, waarnaar de brug vernoemd is. De dichtstbijzijnde plaats is José Ignacio in Maldonado.
De brug is ontworpen door de bekende Uruguayaanse architect Rafael Viñoly en is karakteristiek door haar ronde vorm. De brug werd eind 2015 in gebruik genomen en vervangt een veerbootdienst die alleen operationeel was bij daglicht en goed weer. De bouw kostte 10 miljoen dollar, waarvan 8 miljoen geschonken is door de Argentijnse vastgoedmagnaat Eduardo Costantini.
Over de brug voert per richting één rijstrook. Voetgangers kunnen gebruikmaken van paden aan de binnen- en buitenkant van de cirkel. Het binnenste pad is veilig te bereiken door middel van een zebrapad. De ronde vorm moet ervoor zorgen dat weggebruikers hun snelheid verminderen.

## Afbeeldingen

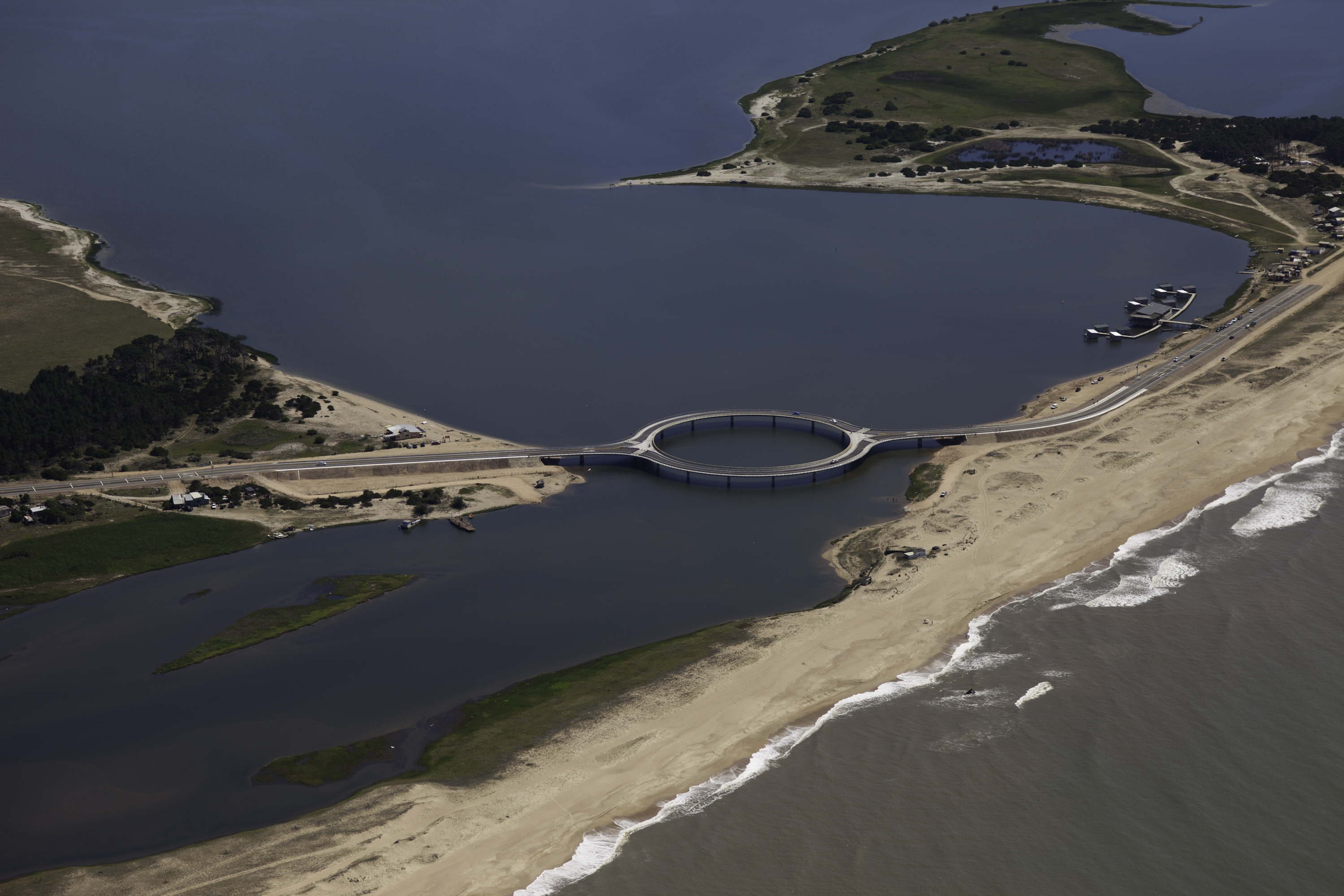
Luchtfoto van boven de Atlantische Oceaan
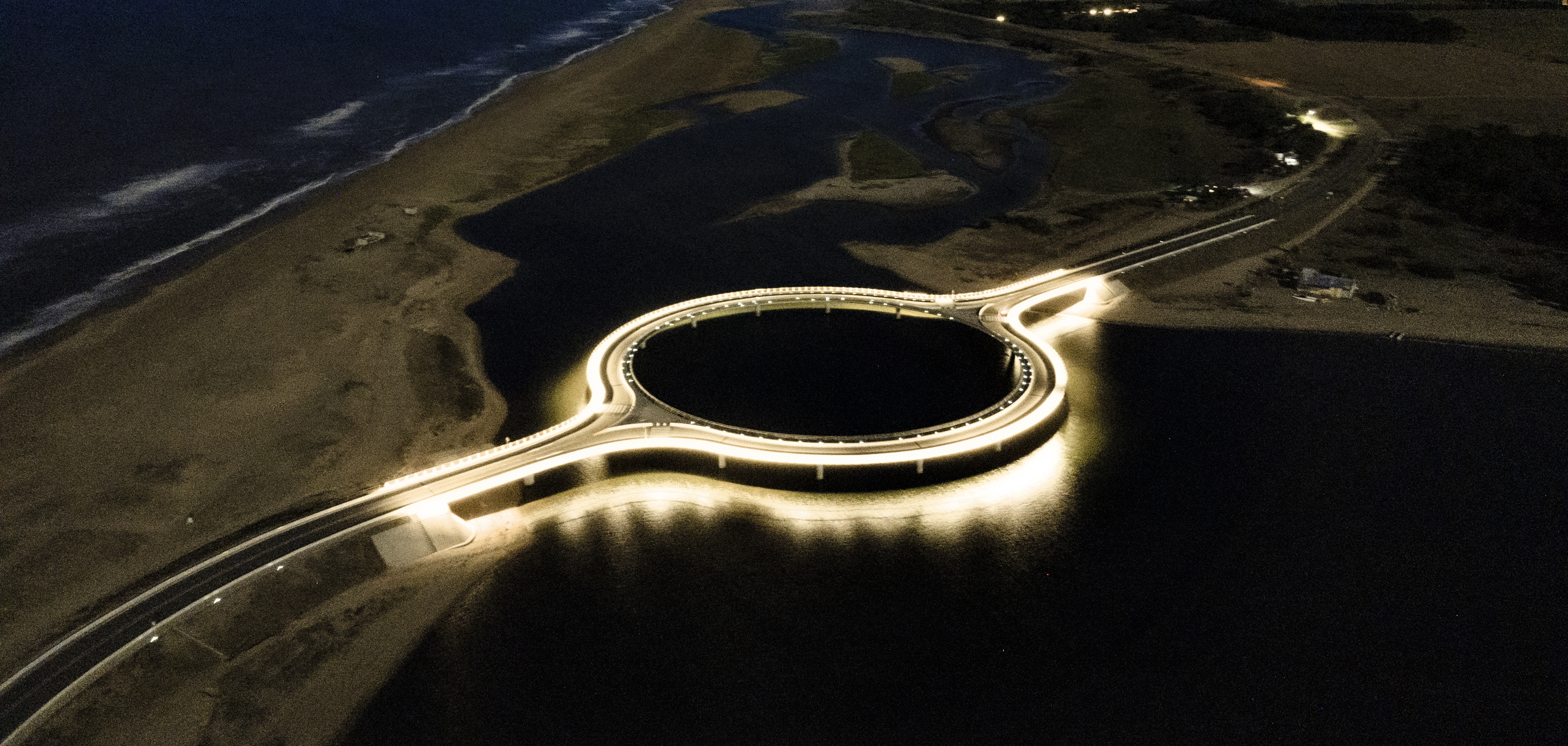
Verlichte brug bij nacht